# Molgula socialis
Molgula socialis är en sjöpungsart som beskrevs av Joshua Alder 1848. Molgula socialis ingår i släktet Molgula och familjen kulsjöpungar. Inga underarter finns listade i Catalogue of Life.